# Coolham
Coolham est un hameau situé dans le comté du Sussex de l'Ouest au sud de l'Angleterre. Il se situe au bord de l'Adur dans la région des South Downs.

## Géographie
Coolham est un petit village de la paroisse de  Shipley et du district de Horsham dans le  Sussex de l'Ouest. Il est situé au carrefour des routes A272 et B2139, à 4,6 km au sud-est de Billingshurst.

## Histoire
Pendant la Seconde Guerre mondiale, il y avait à proximité un terrain d'atterrissage avancé appelé « RAF Coolham  », utilisé pour soutenir les débarquements du Débarquement de Normandie,.
Coolham se trouve dans l'ancienne paroisse de Shipley, qui jouxte l'A24, près des ruines du château de Knepp qui servait de pavillon de chasse au roi Jean sans Terre.